# 千歳市民球場
千歳市民球場（ちとせしみんきゅうじょう）は、北海道千歳市にある野球場。青葉公園にある。

## 施設
- 建物概要
  - 構造：鉄筋コンクリート2階建[2]
  - 延床面積：1,782m²（1階966m²、観客席816m²）
  - 施設：事務室、会議室、本部席、審判員室、選手控室、医務室、シャワー室、便所、グランドキーパー室、電気機械室、倉庫、ダックアウト[2]
- その他
  - 投球練習場

## プロ野球開催実績
ファーム
- 2009年8月9日 イ・日本ハム 4-1 巨人 観衆3,051人

## 交通
- 駐車場：青葉公園中央広場駐車場（183台）

## 参考資料
- “千歳市体育施設設置条例”. 千歳市例規類集.   北海道千歳市. 2015年12月13日閲覧。
- “千歳市体育施設設置条例施行規則”. 千歳市例規類集.   北海道千歳市. 2015年12月13日閲覧。
- “要覧ちとせ 平成27年版”.   北海道千歳市 (2015年). 2015年12月14日閲覧。